# Мішель Адлен
Мішель Адлен (фр. Michel Adlen; 1898-1980) — український та французький художник та гравер. Представник Паризької школи.

## Біографія
Мішель Адлен народився 15 лютого 1898 року у Луцьку. З 1915 по 1922 рік навчався живопису в Академії образотворчих мистецтв у Відні. Ілюстрував журнал «Die Muskete», де відбулася перша виставка його творів. У 1923 році він поїхав до Берліна та взяв участь у кількох виставках графіки. У тому ж році він прибув до Парижа. У 1929 році він отримав французьке громадянство.
У 1936 році брав участь у Міжнародній виставці гравюр з дерева у Варшаві.
Він одружився зі своєю моделлю Жанною. Працював у своїй студії в Парижі, у Лімузені та Ніцці. Художник залишався активним до кінця свого життя. Він помер у своїй студії у віці 81 рік.